# Janville (Oise)
Janville település Franciaországban, Oise megyében. Lakosainak száma 635 fő (2022. január 1.). Janville Choisy-au-Bac, Clairoix és Longueil-Annel községekkel határos.

## Népesség
A település népességének változása:
| Lakosok száma | 726  | 696  | 709  | 681  | 675  | 650  | 646  | 641  | 635  |
|               | 2013 | 2015 | 2016 | 2017 | 2018 | 2019 | 2020 | 2021 | 2022 |